# Шеврон (анатомия)

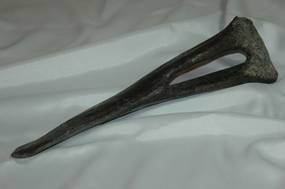
Шеврон диплодока

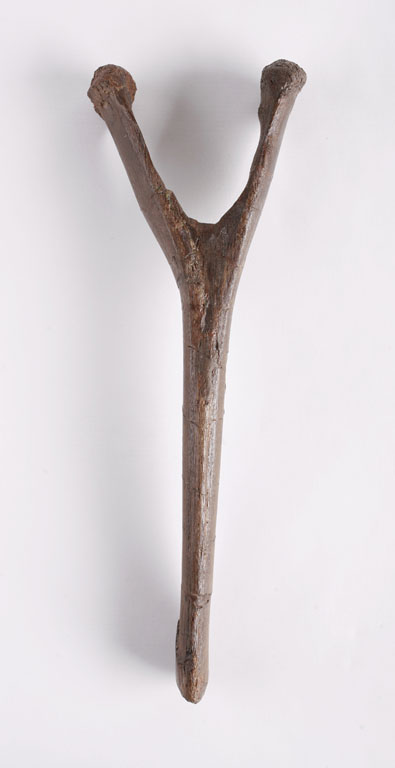
Шеврон детёныша эдмонтозавра

Шевро́ны — гемальные дуги (отростки), которые находятся в низу тела каудальных (хвостовых) позвонков рыб, большинства рептилий, включая динозавров, некоторых птиц и некоторых млекопитающих с длинными хвостами. У многих рептилий и динозавров это Y-образные кости на нижней стороне хвостовых позвонков. Также они имеются в хвосте таких млекопитающих, как ламантины и кенгуру.
Защищают от повреждений важные элементы хвоста, такие, как нервы и кровеносные сосуды, когда животное опирается на хвост или ударяет им по твёрдой поверхности.